# Institut de mécanique céleste et de calcul des éphémérides
L'Institut de mécanique céleste et de calcul des éphémérides (IMCCE), situé au sein de l'Observatoire de Paris, a été créé en 1998 pour remplacer l'ancien Service des calculs et de mécanique céleste du Bureau des longitudes, auquel il reste lié. C'est une unité mixte de recherche du CNRS, associée à Sorbonne Université et à l’Université de Lille.
Cet institut exerce à la fois une mission de service public pour la réalisation des éphémérides officielles nationales et une mission de recherche dans les domaines de la mécanique céleste.
L'institut a développé des activités d'information du public (y compris d'ordre astronomique), d'enseignement et de formation. Il est à l'origine de nombreuses publications du résultat de ses recherches, ainsi que de documents d'information. Ces publications incluent la Connaissance des temps et le Guide de données astronomiques.

## Histoire
L'histoire de l'IMCCE est fortement liée à celles de ses organisations mères et à l'histoire des éphémérides en France.
En 1679, les premiers éphémérides français, nommés Connaissance des temps, sont publiés. Le calcul des éphémérides est donc bien antérieur à la création de l'IMCCE, ce qui montre l'importance de ces calculs.
Le 2 juin 1998, l'IMCCE est créé pour remplacer le Service des calculs et de mécanique céleste du Bureau des longitudes. Cet institut est rattaché à l'observatoire de Paris et au Centre national de la recherche scientifique (CNRS).
Depuis le 1er Janvier 2025, suite à une restructuration interne de l'Observatoire de Paris, l'institut a fusionné avec le SyRTE (Système de référence Temps Espace) au sein du Laboratoire Temps Espace (LTE).

## Recherche
Depuis 1961, le Service des calculs et de mécanique céleste du Bureau des longitudes qui deviendra l'IMCCE est un laboratoire de recherche CNRS.
Actuellement, l'IMCCE est constitué de trois équipes de recherche :
- Astéroïdes, comètes, météores et éphémérides (ACMÉ)
- Astronomie et systèmes dynamiques (ASD)
- Planetology and Environments from Ground Astrometry and Space Exploration (PEGASE).

De nombreux projets de recherche sont portés par l'IMCCE. C'est notamment le cas du projet FRIPON pour la surveillance du ciel ou encore le centre de numérisation NAROO.